# Đèn điện tử chân không 4 cực
Đèn điện tử chân không 4 cực hay còn gọi là tetrode. Đèn điện tử này có bốn điện cực theo thứ tự từ trung tâm ra ngoài là: catốt nhiệt, lưới thứ nhất và thứ hai và một tấm (gọi là anode trong tiếng Anh). Có nhiều loại tetrode, phổ biến nhất là các ống lưới màn hình và tetrode chùm. Trong lưới màn hình ống và chùm tứ giác, lưới đầu tiên là lưới điều khiển và lưới thứ hai là lưới màn hình. Trong các tetrod khác, một trong các lưới là một lưới điều khiển, trong khi một khác có thể có nhiều chức năng. Tetrode được phát triển vào những năm 1920 bằng cách thêm một lưới điện bổ sung vào ống chân không khuếch đại đầu tiên, triode, để sửa các giới hạn của triode.
Trong giai đoạn 1913-1927, có ba loại van tetrode xuất hiện. Tất cả đều có một lưới điều khiển bình thường có chức năng như là một điều khiển chính cho dòng điện đi qua ống, nhưng chúng khác nhau theo chức năng dự kiến của lưới khác. Theo thứ tự xuất hiện trong lịch sử, đó là:ống lưới phí không gian,van bi-lưới, và ống lưới màn hình. Cuối cùng trong số này xuất hiện trong hai biến thể riêng biệt với các khu vực khác nhau của ứng dụng: van lưới màn hình đúng, được sử dụng cho trung tần, khuếch đại tín hiệu nhỏ, và tetrode chùm xuất hiện sau đó, và đã được sử dụng cho âm thanh hoặc radio - tần số khuếch đại điện. Loại máy này đã nhanh chóng bị thay thế bởi pentode RF, trong khi chiếc sau này được phát triển ban đầu như là một sự thay thế cho pentode như một thiết bị khuếch đại âm thanh.Các tetrode chùm cũng đã được phát triển như là một đài phát thanh cao, truyền tải. Tetrode được sử dụng rộng rãi trong nhiều thiết bị điện tử tiêu dùng như radio, ti vi, và hệ thống âm thanh cho đến khi các bóng bán dẫn thay thế van trong những năm 1960 và 70. Các titan Beam vẫn được sử dụng cho đến gần đây trong các ứng dụng năng lượng như bộ khuếch đại âm thanh và thiết bị phát thanh.